# Aleksandar Gatalica
Aleksandar Gatalica (Belgrado, 1964) è uno scrittore, traduttore e critico musicale serbo.

## Biografia e carriera letteraria
Si è laureato in lettere classiche presso l'Università di Belgrado nel 1989.
Ha esordito nel 1993 con il romanzo Линије живота (Le linee della vita), vincitore del Premio Giorgio La Pira nel 2001; fra le sue altre opere si segnalano la raccolta di racconti dall'ambizione enciclopedica Secolo: cento e una storia di un secolo (Век, 1999), insignita del Premio Ivo Andrić e il romanzo Велики рат (La grande guerra, 2012), per il quale Gatalica ha vinto il Premio Meša Selimović e il Premio NIN. 
La prosa di Aleksandar Gatalica è stata pubblicata su tutte le riviste letterarie dell'ex Jugoslavia e della Serbia, e tradotta in dieci lingue europee.
Nel 2021 ha rifiutato la candidatura al Premio NIN, per la percepita inadeguatezza della giuria; nello stesso anno gli è stata conferita la Medaglia al merito della Repubblica di Serbia.
È altresì traduttore dal greco antico e critico musicale.
Dal 2006 al 2011 è stato Vicepresidente del Movimento Europeo Internazionale in Serbia.

## Opere tradotte in italiano
- Secolo: cento e una storia di un secolo, Diabasis, Parma, 2005 - ISBN 9788881035953  (Век, 1999 - traduzione di Silvio Ferrari e Aleksandra Dzankic).